# Śmiełów
Śmiełów (prononciation : [ˈɕmjɛwuf]) est un village polonais de la gmina de Żerków dans le powiat de Jarocin de la voïvodie de Grande-Pologne dans le centre-ouest de la Pologne.
Il se situe à environ 4 kilomètres au nord de Żerków (siège de la gmina), à 16 kilomètres au nord de Jarocin (siège du powiat) et à 56 kilomètres au sud-est de Poznań (capitale régionale).
Le village possédait une population de 254 habitants en 2013.

## Histoire
De 1975 à 1998, le village faisait partie du territoire de la voïvodie de Kalisz.

Depuis 1999, Śmiełów est situé dans la voïvodie de Grande-Pologne.